# Лисина (језеро)
Лисина је вештачка акумулација на реци Лисини, између Босилеграда и Божице, саграђена као секундарна акумулација Власинског језера, одакле се оно допуњује водом. Изграђена је 1978. године као пумпно-акумулационо постројење.
Из језера Лисина се двема пумпама, капацитета 15 кубика воде у секунди, избацује вода на висину од 340 m изнад Власинског језера, одакле се системом одводних канала доводи у канал "Божица", а одатле у језеро. Канал Божица има два тунела укупне дужине шест километара, а сам је дуг 25 km. Његово сливно подручје обухвата 64 квадратна километра. Из „Лисине“ се годишње у Власинско језеро упумпа 74,7 милиона кубика воде.